# CE Sabadell
CE Sabadell FC är en spansk fotbollsklubb i Sabadell. Klubben grundades 1903 och spelar i Primera Federación, spanska andradivisionen. Hemmamatcherna spelas på Estadi de la Nova Creu Alta.